# 見晴台学園
見晴台学園（みはらしだいがくえん）は、愛知県名古屋市中川区柳森町にある学習障害（LD）の子供のための無認可の中学校及び高等学校に相当する教育施設である。運営母体は、特定非営利活動法人「学習障害児・者の教育と自立の保障をすすめる会」。

## 概要
1990年4月、学習障害児のための無認可の高等学校に相当する教育施設として、LDの子供を持つ親たちにより名古屋市南区でスタートした。全国で唯一の学習障害（LD）の子供のための中学及び高等学校である。『中学部』『高等部』に加え、原則として19歳以上の者を対象とした『青年部』も設置されている。『高等部』には基礎教養教育課程として1年から3年までの子供で構成する『本科』と職業準備教育課程として4年と5年の子供で構成する『専攻科』がある。毎年、秋には学習発表会を兼ねた文化祭を行っている。
現在の設置主体は特定非営利活動法人『学習障害児・者の教育と自立の保障をすすめる会』となっているが、実態は父母立の学園と言える。
LDの子供の教育支援に関する全国大会『全国LD実践研究集会』を2年に1度主催している。
校舎は2004年までは愛知県刈谷市井ヶ谷町桜島58-1にあり、愛知教育大学のすぐ近くにあった。2005年の春、現在の愛知県名古屋市中川区柳森町1911番に移転した。校舎の建設資金の募金活動を継続している。
見晴台学園は2022年9月1日に旧校舎から新しい場所（板倉ビル3階）へ引っ越し・移転した。
東海3県(中京圏)地区の子供たちが中心だが、関西などから下宿生活をしてここに学びにくる子もいる。
学園の主な関係機関として、『自立支援センター「るっく」』『見晴台学園研究センター』等がある。

### 出版物
- 見晴台学園『LD・ADHDが輝く授業づくり』クリエイツかもがわ/かもがわ出版 2004年
- 見晴台学園『飛び立つ LD（学習障害）児の学校を拓いて』かもがわ出版 1996年